# Rio Beaver (Oklahoma)
O Rio Beaver é o nome histórico de um rio intermitente em Oklahoma que drena a maior parte do Panhandle de Oklahoma. Também é conhecido como o rio norte canadense; ambos os nomes são de uso comum. O rio Beaver flui do Condado de Union, Novo México, entrando no Oklahoma Panhandle no Condado de Cimarron e depois saindo do estado através do Condado de Sherman no Texas Panhandle por cerca de 15 milhas (24 km), depois de volta ao manípulo de Oklahoma no condado do Texas, onde fica apreendido no lago Optima, perto de Guymon. A jusante da barragem, continua pelos condados de Beaver e Harper, em Oklahoma, antes de terminar no Condado de Woodward.

## Curso
O antecedente do rio Beaver é Corrumpa Creek, que tem um ramo norte e um ramo sul, ambos originários das encostas do vulcão Sierra Grande, a sudoeste da cidade de Des Moines, Novo México, e depois convergindo rio abaixo no Weatherly Lake, um reservatório em Union County, Novo México.
Após a fronteira do Novo México/Oklahoma, Corrumpa Creek se une a Cienequilla Creek (também conhecida como Seneca Creek) 4,5 milhas (7,2 km) a noroeste de Felt, Oklahoma, após o que começa como o rio Beaver. O nome muda arbitrariamente a jusante, os mapas topográficos do USGS marcam o fluxo como "Beaver River" ou "North Canadian River". Em Fort Supply, no Condado de Woodward, Oklahoma, o Beaver River termina em sua confluência com Wolf Creek, após o qual continua mais como o Rio do Norte do Canadá.

## Tributários
Alguns dos principais afluentes do rio Beaver são (de oeste para leste):
1. Cienequilla Creek
2. Sand Creek
3. Tepee Creek
4. Goff Creek
5. Pony Creek
6. Coldwater Creek
7. Palo Duro Creek
8. Red Horse Creek
9. Bull Creek
10. Jackson Creek
11. Sharp Creek
12. Willow Creek
13. Elm Creek
14. Dugout Creek
15. Home Creek
16. Timber Creek
17. Camp Creek
18. Kidds Creek
19. Mexico Creek
20. Kiowa Creek
21. Spring Creek
22. Clear Creek
23. Wolf Creek

## Fluxo
O rio Beaver e seus afluentes correm com água de forma intermitente. Em parte, isso ocorre porque a fonte subterrânea do rio, o aqüífero Ogallala, sendo o lençol freático abaixo do extremo oeste de Oklahoma e partes de sete outros estados ocidentais também, está sujeita ao esgotamento nas últimas décadas devido ao aumento da irrigação e da água potável saques. O fluxo de água no castor de Guymon, nos anos anteriores ao início da construção da barragem do lago Optima (1937-1966), atingiu em média 32,2 pés3/s, mas apenas 7 pés3/s na década (1977-1987) após a construção da barragem. Nos últimos cinco anos (inclusive 1989-1993) em que o US Geological Survey poderia medir sua corrente perto de Guymon, o fluxo do Beaver teve uma média de menos de um quinto de 1 pé3/s. Alguns trechos curtos, como McNees Crossing (1,6 km a leste da State Road 406), têm fluxo persistente. O restante flui sob a areia, exceto depois que a chuva cai ou a neve derrete. A área drenada pelo rio Beaver, nas planícies altas do nordeste do Novo México, e os manípulos de Oklahoma e Texas recebem, em média, menos de 8 polegadas (20 cm) de chuva anualmente.
Ocasionalmente, o castor ainda flui a certa distância. Foi relatado em 18 de abril de 2016 que o rio estava fluindo perto de Guymon pela primeira vez em décadas, após dois dias de chuvas intensas que fizeram com que o Condado do Texas fosse declarado uma área de desastre.